# Брезє (Мозирє)
Брезє (словен. Brezje) — поселення в общині Мозирє, Савинський регіон, Словенія. Висота над рівнем моря: 379 м.